# تود بيدرسن
تود بيدرسن (بالإنجليزية: Todd Pedersen)‏ هو رائد أعمال أمريكي، ولد في 23 نوفمبر 1968 في سياتل في الولايات المتحدة.